# Episodiskt innehåll
Episodiskt innehåll är en strategi i datorspelsbranschen där man säljer några avsnitt åt gången till en speltitel. 
Fördelen är att konsumenten för en låg summa kan prova på ett spelkoncept. Nackdelen är att det totala priset för en hel titel kan vara högre än om konsumenten kunde köpa hela spelet på en gång. 
Som exempel kan nämnas: 
- .hack
- Goodnight Mister Snoozleberg!
- Half-Life 2
- Sam & Max Season One
- Tales of Monkey Island
- The DinoHunters
- Wing Commander: Secret Ops